# Bentley 6.5 Litros
El Bentley 6.5 Litros (también denominado Bentley 6½ Litre o Bentley 6,5 Litre) es un coche deportivo de lujo de la segunda mitad de 1920, desarrollado por el constructor automovilístico británico Bentley Motors. Diseñado para participar en competiciones automovilísticas, de alguna manera tomó el relevo de los éxitos en las competiciones del Bentley 3 Litros, el primer automóvil del constructor, cuyos logros deportivos incluyeron dos victorias en las 24 Horas de Le Mans (en 1924 como privado y con el equipo oficial en 1927). 
Fundada en 1923 y disputada en el Circuito de la Sarthe, esta carrera de resistencia disputada durante 24 horas atrajo rápidamente a muchos pilotos y equipos, incluyendo a Bentley, que inscribió oficialmente sus coches en la prueba por primera vez en 1925.
La competencia con otros automóviles fue cada vez más intensa y la velocidad máxima de los coches de carreras continuó creciendo. Para que sus coches siguieran siendo competitivos, Bentley desarrolló su primer motor de 6 cilindros en línea con una cilindrada de 6,6 litros, que generaba una potencia de 147 caballos. Sin embargo, el "6 ½ Litre" solo tuvo contratiempos, poniendo a Bentley en una situación difícil.
En 1928, Bentley comenzó a producir una variante más eficaz del 6.5 Litros, gracias a la adición de un segundo carburador. Conocido como Bentley Speed Six, esta versión mejorada restauró el prestigio del "6 ½ Litre", mediante la firma de dos victorias consecutivas en las 24 Horas de Le Mans de 1929 y las 24 Horas de Le Mans de 1930, sucediendo así al 3 Litros y al 4.5, que ganaron respectivamente los trofeos de 1927 y de 1928 en las 24 Horas de Le Mans, lo que lo convirtió en uno de los coches más famosos del siglo XX y a Bentley, en uno de los fabricantes de automóviles más conocidos.

## Contexto y diseño

### El debut en las 24 Horas de Le Mans

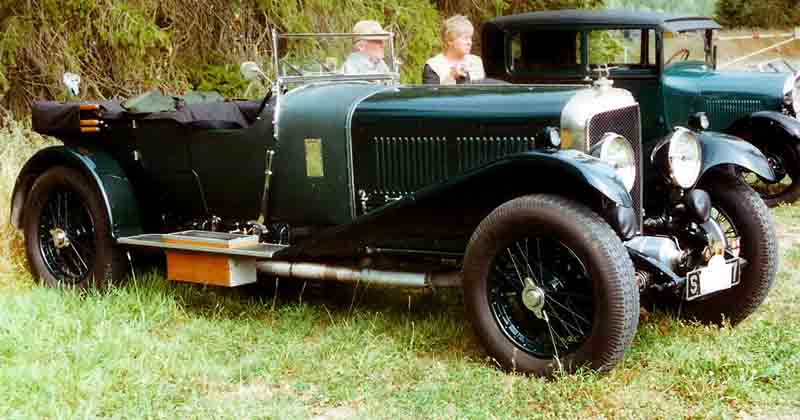
Bentley 6½-Litre Speed Six Tourer 1930.

A principios de 1920, el Automobile Club de l'Ouest anunció la creación de las 24 Horas de Le Mans, una carrera de resistencia de 24 horas conduciendo de día y de noche y con dos pilotos. La prueba estaba destinada principalmente a fomentar el crecimiento y la evolución técnica del automóvil. En la primera edición, es decir, el 26 y 27 de mayo de 1923, se enfrentaron pilotos en su mayoría franceses, aunque ya se mostraban interesados otros conductores europeos. En 1923 y 1924, el canadiense John Duff y el británico Frank Clement se unieron para llevar un Bentley 3 Litros a la salida de esta carrera, el que iba a ser el primer automóvil de la fábrica Bentley en la prueba. En 1924, después de 120 vueltas dadas al circuito de la Sarthe, ganaron la carrera.
Esa victoria fue algo inesperado: aunque consciente del interés promocional que tendría ganar ese tipo de carreras, Walter Owen Bentley, fundador de Bentley, se negó a comprometerse con las 24 Horas de Le Mans, por temor a dañar su imagen debido a un posible problema técnico, argumentando que sus coches no habían sido diseñados para un uso intensivo durante un largo período como implica esta carrera. John Duff, uno de los primeros clientes de Bentley, participó en la carrera de Le Mans al volante de su propio Bentley 3 Litre. Sin embargo, W. O. Bentley le prestó apoyo al sugerir a Frank Clement, uno de sus pilotos de prueba, como copiloto. Tranquilizado por este éxito, Bentley, al año siguiente, formó un equipo en su nombre que incorporaba a los dos pilotos ganadores en 1924, aunque se vieron obligados a retirarse debido a diversos problemas mecánicos.

### El primer seis cilindros

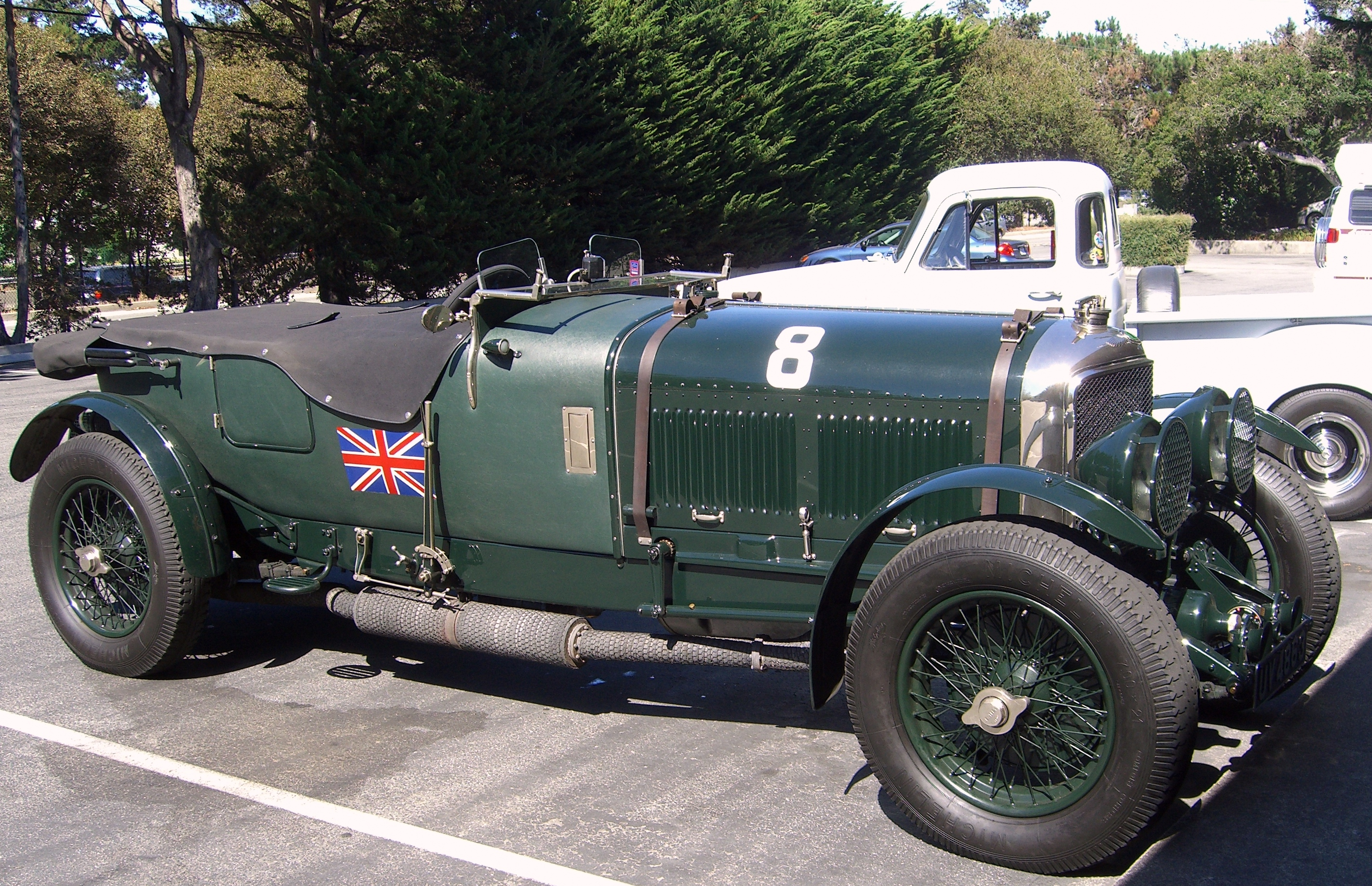
Un Bentley Speed Six en su color habitual verde inglés.

Los Bentley 3 Litros se consideraban antiguos, ya que se producían desde 1921. W. O. Bentley estuvo pensando en el desarrollo de un coche más eficiente y más potente, también tuvo que satisfacer a una clientela rica como los gentleman drivers que deseaban un coche de grandes dimensiones capaz de soportar una gran carrocería pero sin una pérdida significativa de la capacidad de aceleración.
Inspirándose en el Rolls-Royce Phantom I de 7.7L de 6 cilindros, el fabricante británico desarrolló un nuevo motor: fue su primer motor en línea de seis cilindros con una cilindrada de 6597 cm³, de ahí el nombre de "6 ½ Litre". A pesar de sus 147 cv, una potencia casi el doble que la del Bentley 3 Litros, el "6 ½ Litre" no pudo obtener ninguna victoria en competición. Sufrió especialmente de desgaste prematuro y alarmante en los neumáticos. Esta es una de las razones por las que Bentley diseñó en 1927 el Bentley 4 ½ Litre.
No fue hasta octubre de 1928, con el apogeo de los Bentley Boys, cuando se logró producir una versión deportiva fiable, apodada Speed Six creada para competir e incluso dominar el calendario de pruebas automovilísticas. Las carreras también ayudaron a mostrar cómo era de potente, rápido y fiable, todas las cualidades necesarias para carreras de resistencia.

## Técnica

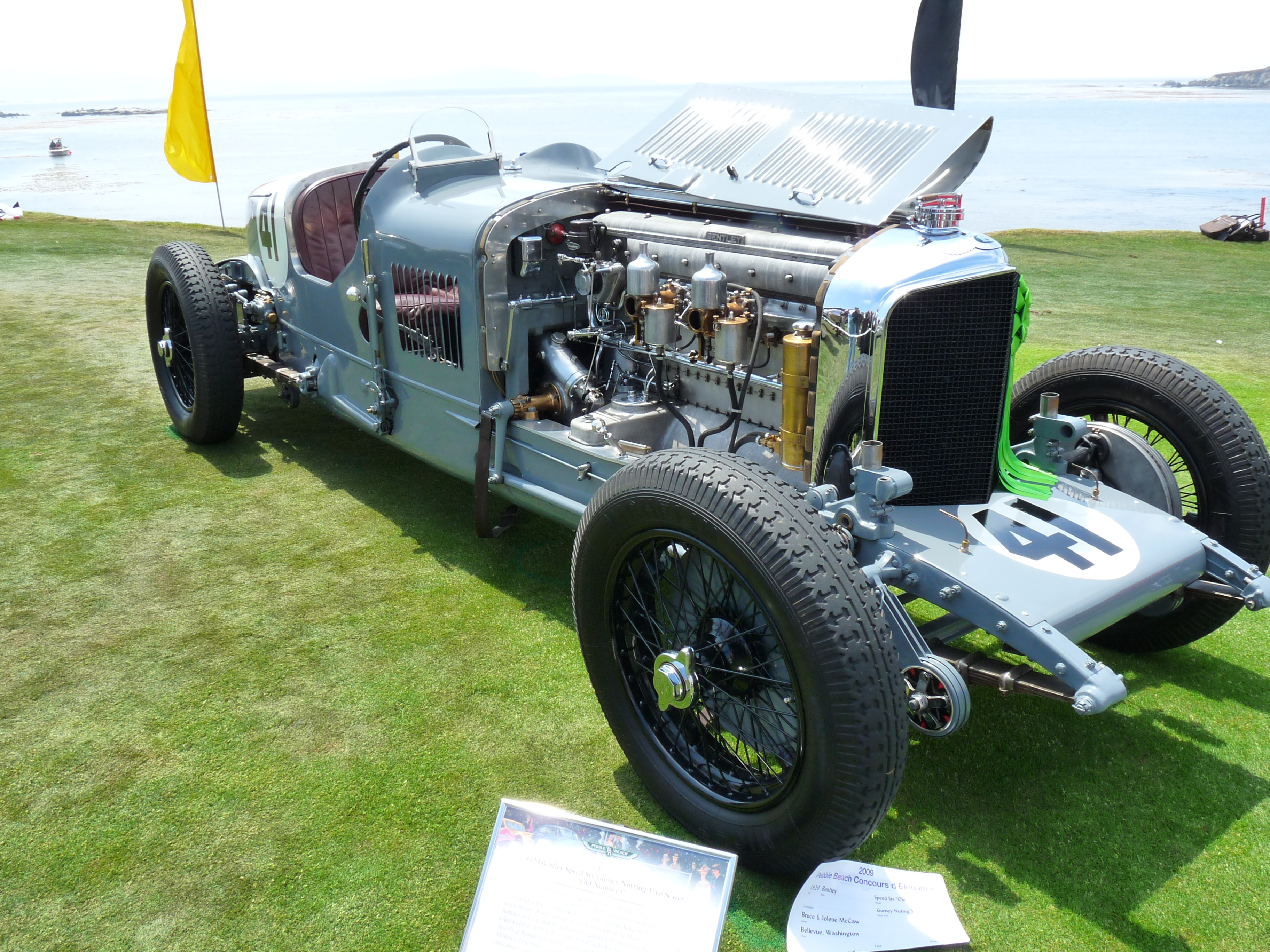
El motor de 6 cilindros en línea del Speed Six Old Number One.

A pesar de los cinco años que separan su creación, el "Bentley 6½ litre" y el Bentley 3 Litros tuvieron bases mecánicas similares. De hecho, el motor de seis cilindros del "6 ½ litre", heredó la mayor parte de las características de los cuatro cilindros del 3 litros. Tuvo un complejo sistema de distribución con un solo árbol de levas en cabeza y cuatro válvulas por cilindro (técnica avanzada para este tiempo, ya que la mayoría de los motores tenían solo dos). El encendido se aseguraba con dos bujías por cilindro, una magneto Bosch y un doble inductor Delco.
El motor, donde la cilindrada alcanzaba 6597 cm³ (con los dos cilindros adicionales) y cuya potencia era suministrada por un carburador, desarrollaba una potencia de 147 cv, transmitida a las ruedas traseras a través de un eje de transmisión y una caja de cambio de cuatro velocidades no sincronizadas; su gran longitud de carrera (100 mm de diámetro por 140 mm de carrera) permitía que el motor tuviese una potencia elevada.
El chasis de acero adoptaba una estructura más convencional. También eran de estilo tradicional el sistema de frenado (unos tambores particularmente impresionantes accionados por cable, eficaces a pesar del elevado peso del coche de entre 2031 kg y 2286 kg) y el sistema de suspensión (resuelto mediante ballestas a las que se sumaban amortiguadores hidráulicos). La longitud del chasis variaba según el modelo entre 2984 mm y 3302 mm.
En conclusión, el "Bentley Speed Six" se distinguía del "6½ Litre" esencialmente por su relación de compresión superior y su carburador suplementario, que le otorgaban una potencia de 180 cv a 3500 revoluciones por minuto; esta potencia fue mejorada en 1929 hasta los 200 cv. La velocidad máxima era de 150km/h.

## Resultados deportivos

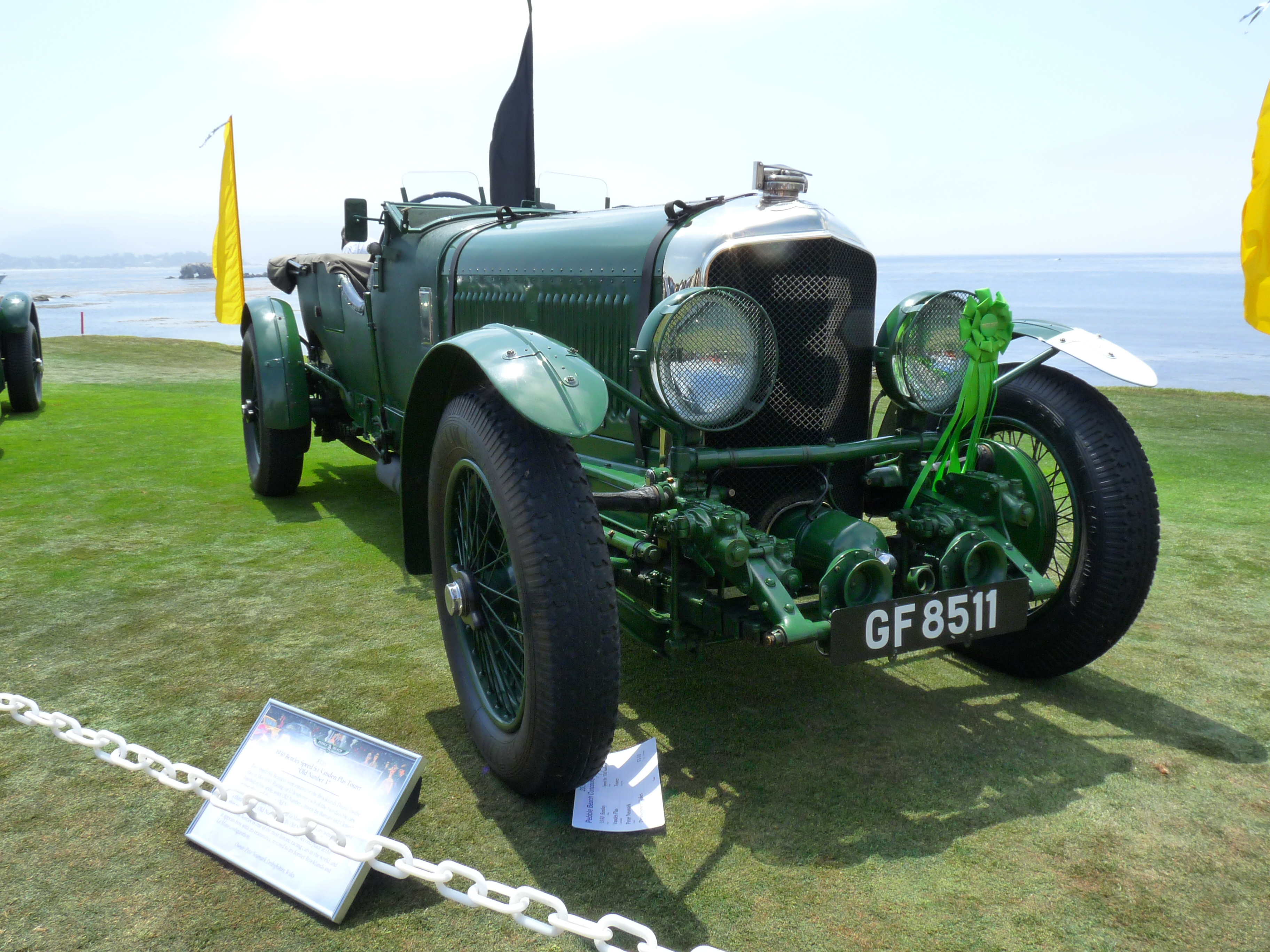
El Bentley Speed Six «Old Number Three» de Frank Clement y Richard Watney.

A diferencia del "6 ½ Litre", desapercibido en la historia deportiva de Bentley, la creación del "Speed Six" logró en tan solo dos años unos éxitos deportivos excepcionales, incluyendo las dos ediciones de las 24 Horas de Le Mans de 1929 y 1930. Este doblete siguió a las dos victorias en Le Mans de Bentley, la del Bentley 3 Litros en 1927 y la del Bentley 4 ½ Litros en 1928. Además permitió que Woolf Barnato, la "cabeza" de los Bentley Boys, lograra la hazaña de ganar en las tres carreras consecutivas en solo tres participaciones y con tres compañeros diferentes.
El 10 de mayo de 1929, el Bentley Speed Six Old Number One participó en la Brooklands Double Twelve, pero debido a un problema de dínamo, no pudo terminar la carrera. A pesar de este contratiempo, el Old Number One fue inscrito en la salida de las 24 Horas de Le Mans al mes siguiente, pilotado por Woolf Barnato y por Henry Birkin. Al final de 174 vueltas, el coche ganó la prueba por delante de tres Bentley 4 ½ Litros, lo que le dio a la marca el pódium completo. Bentley, llevado por el entusiasmo de la victoria participó también en la Brooklands Six Hours, que también ganó.
En 1930, tres Speed Six y dos Bentley 4 ½ Litros fueron alineados en la salida de las 24 Horas de Le Mans; estos dos últimos, sufriendo problemas mecánicos, no pudieron tomar parte en la lucha por la victoria que enfrentaba a los Speed Six contra los Mercedes-Benz SS. El Bentley de Barnato, (Old Number Two), dominado durante mucho tiempo por el Mercedes, acabó por tomar la cabeza de carrera alrededor de la vuelta 36ª. Para mantenerse en esta plaza, Barnato jugó sus bazas a la perfección: en efecto, para recuperar la cabeza de la carrera, el Mercedes tenía la necesidad de accionar su compresor y esto le hacía correr el riesgo de dañar el motor, lo que hizo que disminuyera su marcha. Al final, Woolf Barnato y Glen Kidston ganaron y Frank Clement y Richard Watney terminaron en segundo lugar.
A destacar también el doblete realizado en las 24 Horas de Brooklands (Brooklands Double Twelve) ese mismo año.
| Año  | Prueba                   | Posición | Pilotos                       | Equipo              | Modelo            |
| ---- | ------------------------ | -------- | ----------------------------- | ------------------- | ----------------- |
| 1929 | 24 Horas de Le Mans      | 1º       | Woolf Barnato, Henry Birkin   | Bentley Motors Ltd. | Bentley Speed Six |
| 1929 | Brooklands Six Hours     | 1º       | Woolf Barnato, Jack Dunfee    | Bentley Motors Ltd. | Bentley Speed Six |
| 1930 | 24 Horas de Le Mans      | 1º       | Woolf Barnato, Glen Kidston   | Bentley Motors Ltd. | Bentley Speed Six |
| 1930 | 24 Horas de Le Mans      | 2º       | Frank Clement, Richard Watney | Bentley Motors Ltd. | Bentley Speed Six |
| 1930 | Brooklands Double Twelve | 1º       | Woolf Barnato, Frank Clement  | Bentley Motors Ltd. | Bentley Speed Six |
| 1930 | Brooklands Double Twelve | 2º       | Sammy Davis, Clive Dunfee     | Bentley Motors Ltd. | Bentley Speed Six |

## La carrera del Tren Azul

### Historia de la carrera

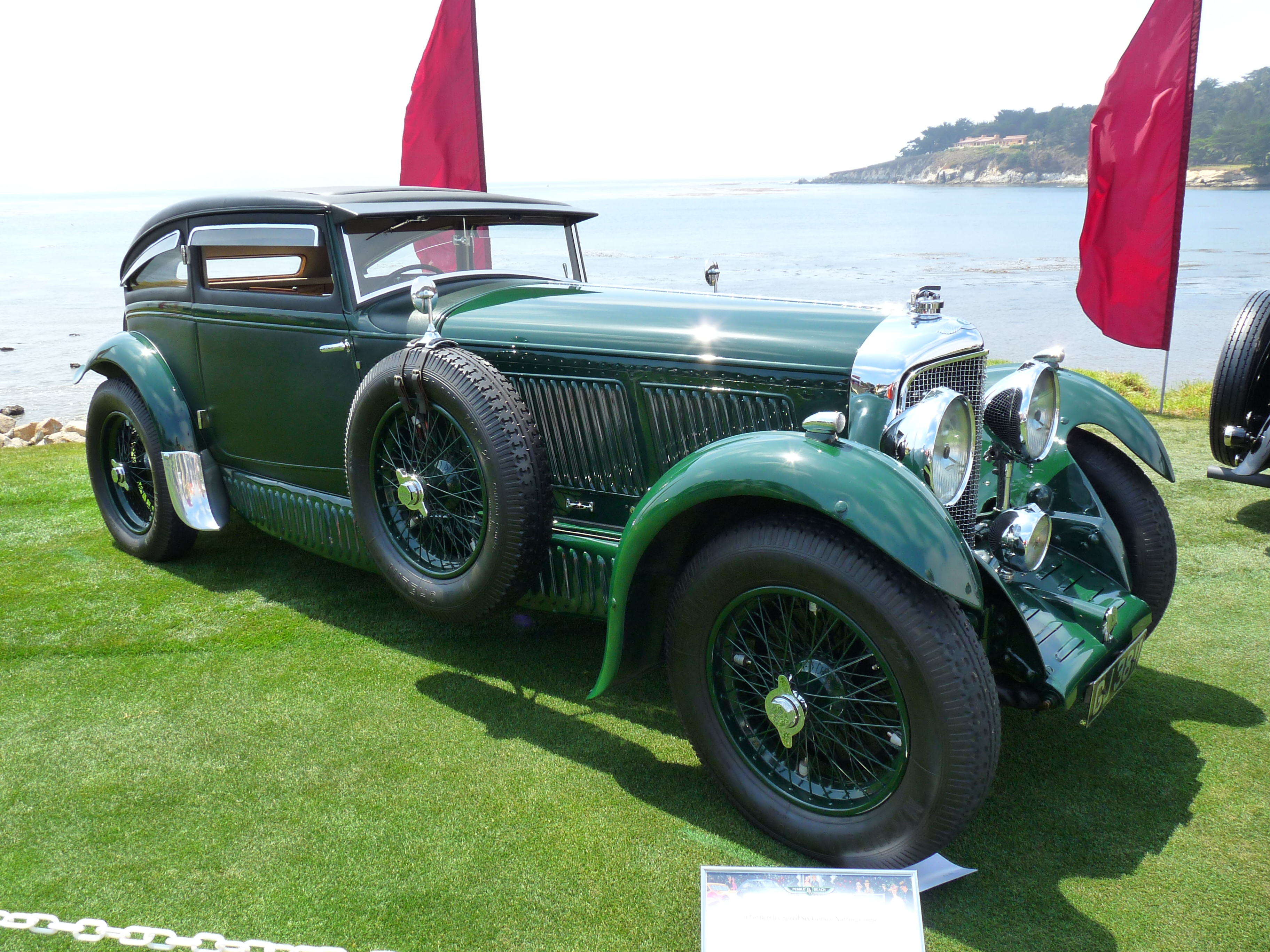
El Bentley Speed Six «Blue Train Spécial».

En enero de 1930, el fabricante Rover adquirió una reputación considerable en todo el mundo tras el éxito de su Rover Light Six en la carrera del Tren Azul, que enfrentó a los coches con el famoso Blue Train desde Cannes a Calais. Su origen viene de que en marzo de 1930, durante una fiesta organizada en el Hotel Carlton, Barnato sostuvo que podía ir más rápido que el Tren Azul y apostó 200£ a que podía llegar a Londres antes de que el Tren Azul llegase a Calais.
El 13 de marzo de 1930 a las 17:45, en el momento en el que el "Train bleu" salió de la estación de Cannes, Barnato y su amigo Dale Bourne tomaron la salida al volante de un Bentley Speed Six de Barnato. El viaje no estuvo exento de dificultades, incluyendo fuertes lluvias y una espesa niebla. Por otra parte, con 4h y 20 recorridas, perdieron mucho tiempo buscando el punto de avituallamiento en Auxerre. Llegaron a la costa de Calais con un tiempo de 10h y 30, donde tomaron el barco para Inglaterra. Al final, llegaron a St. James's Street con un tiempo de 15h y 20, apenas cuatro minutos antes de la llegada del Tren Azul a Calais. Ciertamente Barnato ganó su apuesta, pero la multa que las autoridades francesas le impusieron por haber corrido por carreteras abiertas fue mayor que sus ganancias.

### Confusión alrededor del Speed Six Blue Train

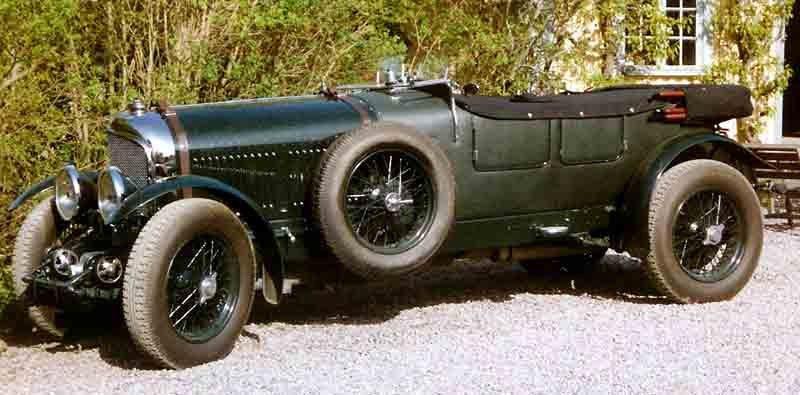
Bentley 6½-Litre Tourer.

Una cierta confusión existió durante mucho tiempo acerca de la identidad del Speed Six que compitió contra el Blue Train. De hecho, el modelo conducido por Barnato en esta carrera fue un modelo con carrocería de H. J. Mulliner; después de la victoria, ganó el apodo de Blue Train Bentley. Dos meses más tarde, el 21 de mayo de 1930, Barnato adquitió un Speed Six Fastback "Sportsman Coupé" con carrocería de Gurney Nutting, al que dieron el apodo deBlue Train Special, en memoria de su victoria. La proximidad entre los dos nombres es la fuente de confusión entre los dos coches, y la versión con carrocería de Nutting acabó con el tiempo pasando a la memoria colectiva por haber participado en la carrera, y luego tomaría el nombre de Blue Train Bentley.
El error se mantuvo mucho más tiempo del esperado debido a un gran número de artículos y pinturas que representan la carrera, el famoso cuadro de Terence Cuneo, en el que se enfrentan el Bentley Gurney Nutting y el Blue Train acrecienta la confusión. Incluso en 2005, durante el 75.º aniversario de la carrera, el servicio de comunicaciones de Bentley mezcló los dos coches. Gracias a los esfuerzos de investigación de Bruce y Jolene McCaw, quienes se convirtieron en los dueños del Speed Six Gurney Nutting Seis, este error se fue disipando. Por otra parte, la carrocería Mulliner fue reconstruida y también pertenece al matrimonio McCaw.

## Epílogo

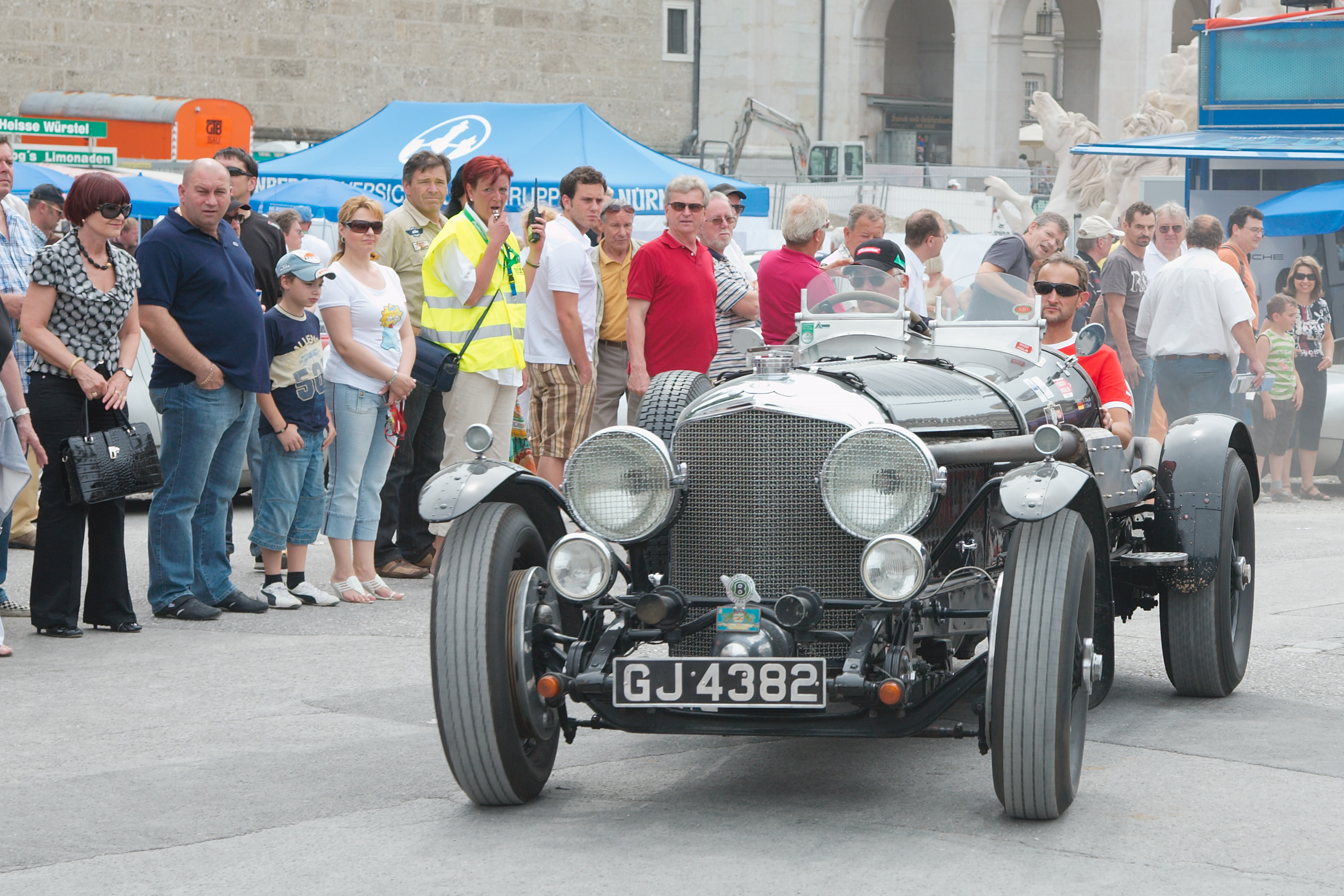
Un Speed Six en 2009.

A pesar de un pasado sin gloria deportiva, se produjeron 363 ejemplares del "Bentley 6 ½ litre" de 1926 a 1930; su versión de competición, el Speed Six, produjo 182 copias de 1928 a 1930. Las victorias conseguidas por este último, como las 24 Horas de Le Mans y las del circuito inglés de Brooklands no solo han sostenido el aumento de su prestigio, sino también el de la marca Bentley. La importante contribución de Woolf Barnato en estas victorias también participó en la leyenda del constructor y surgió el mito de los Bentley Boys.

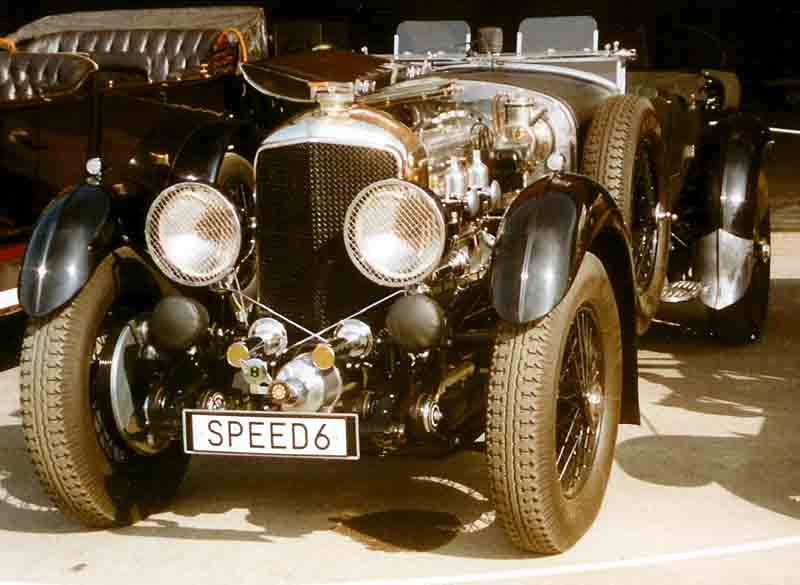
Bentley 6.5 Litre

La historia que une a Bentley con los Bentley Boys, y más particularmente a Woolf Barnato, sin embargo, terminó con la llegada del Speed Six. A principios de 1930, los buenos años veinte de repente dan paso a la Crisis en Wall Street. Bentley, una vez más con problemas financieros, hace que Barnato no pueda resolver estos problemas sin comprometer su fortuna personal. En 1926, la fortuna de Barnato había evitado la declaración de quiebra de Bentley Motors, pues el desarrollo del seis cilindros del 6 ½ litre acrecentó la deuda de la empresa. La cartera de Bentley, cuyos vehículos son especialmente caros (entre 2300 £ y 2500 £ por cada Speed Six) les deja en una mala situación. En 1931, W. O. Bentley se vio obligado a vender su empresa y Rolls-Royce la adquirió en noviembre por un total de 125.175£.